# 주디스 우드

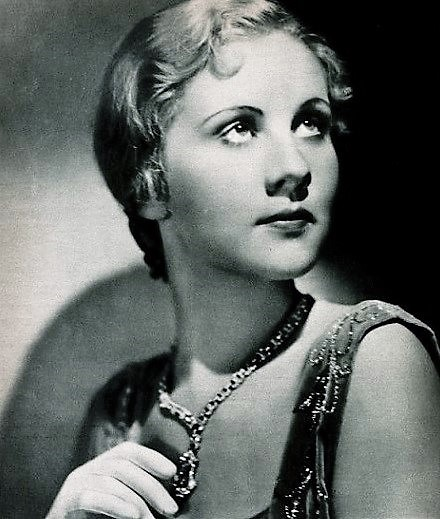

주디스 우드(Helen Johnson, 1906년 8월 1일 ~ 2002년 4월 6일)는 미국의 배우, 영화배우이다.
뉴욕에서 태어났으며 로스앤젤레스에서 사망하였다.

## 영화
- 비욘드 더 프레스트 (1949년)
- 데이 멧 인 봄베이 (1941년)
- 하층민(영어판) (1936년)
- 칠드런 오브 프레져 (1930년)
- 이혼녀 (1930년)
- 브로드웨이의 황금광들 (1929년)